# Dascyllus aruanus
Дасцілл-Зебра білохвостий (Dascyllus aruanus) — вид риб родини Pomacentridae.

## Назва
В англійській мові має назви «дасцілл-шахрай» (англ. humbug dascyllus).

## Опис
Риба до 8 см довжини, біла з трьома чорними смугами та чорним спинним плавником. Харчується зоопланктоном.

## Поширення та середовище існування
Живе у неглибоких захищених затоках від 0,3 до 20 м глибини. Широко зустрічається колоніями близько до коралів Acropora та Pocillopora. Ховається в коралах при появі загрози. Від Червоного Моря до Південної Африки та Полінезії.

## Практичне використання
Їх називають акваріумними «рибками для початківців», оскільки вони досить толерантні до змінних умов і допомагають чистити резервуар для менш витривалих риб. Вони можуть захищати свою територію. Дорослі особини досить агресивні.

## Галерея

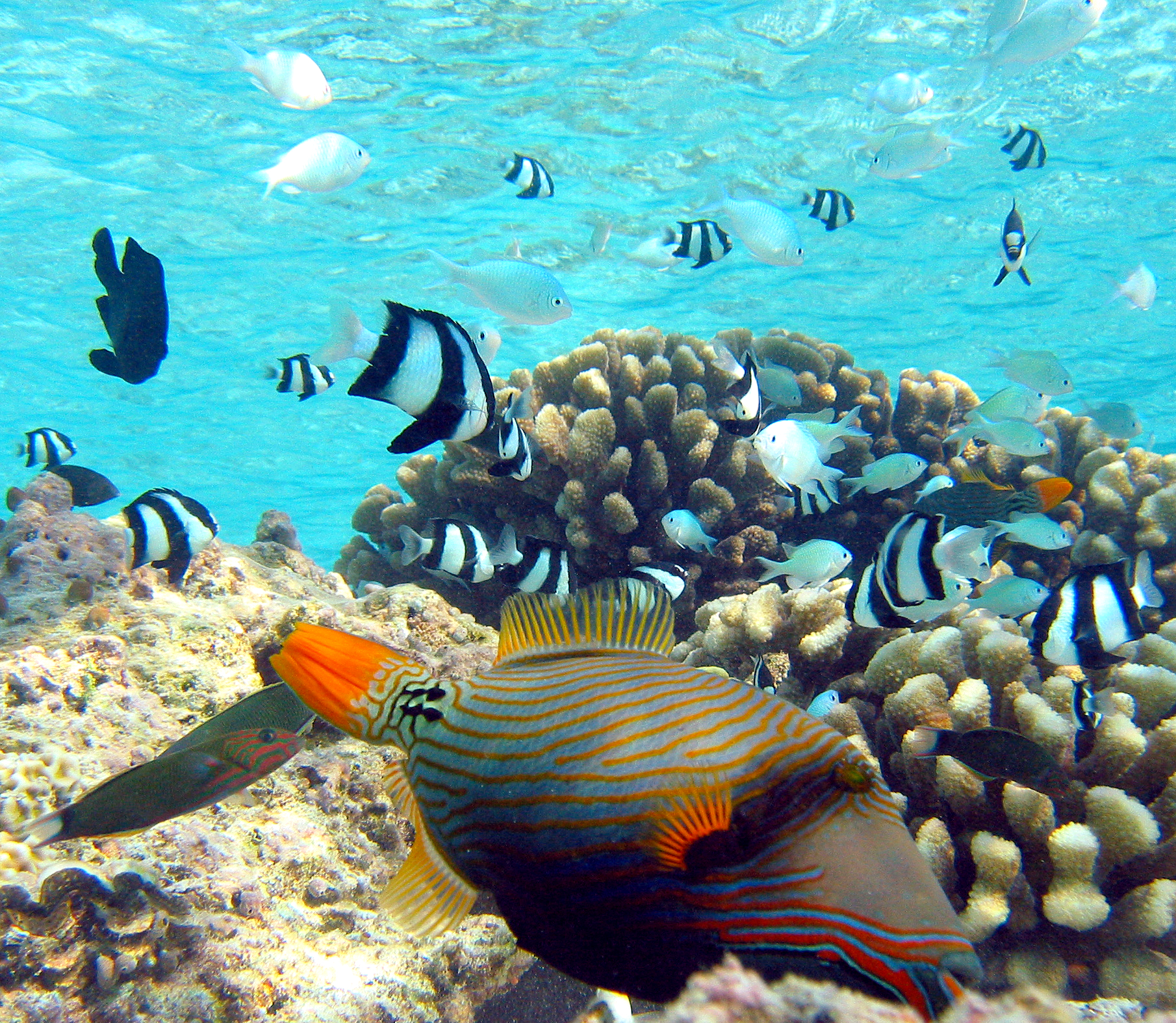
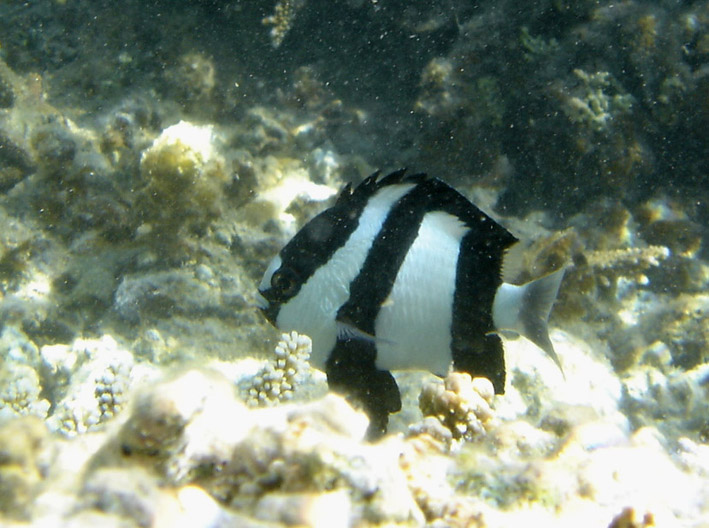